# János Zemen
János Zemen (* 29. August 1950 in Vác) ist ein ehemaliger ungarischer Leichtathlet, der sich auf den Mittelstreckenlauf spezialisiert hat.

## Sportliche Laufbahn
Erste internationale Erfahrungen sammelte János Zemen vermutlich im Jahr 1976, als er bei den Olympischen Sommerspielen in Montreal mit 1:47,40 min in der ersten Runde im 800-Meter-Lauf ausschied und über 1500 Meter in 3:43,02 min im Finale auf den neunten Platz gelangte. Im Jahr darauf gewann er bei den Halleneuropameisterschaften in Donostia / San Sebastián in 3:46,6 min die Bronzemedaille im 1500-Meter-Lauf hinter dem Ostdeutschen Jürgen Straub und Paul-Heinz Wellmann aus der Bundesrepublik Deutschland. 1978 belegte er bei den Halleneuropameisterschaften in Mailand in 3:43,0 min den sechsten Platz.
In den Jahren von 1974 bis 1977 wurde Zemen ungarischer Meister im 1500-Meter-Lauf sowie 1977 auch über 800 Meter.

## Persönliche Bestleistungen
- 800 Meter: 1:47,32 min, 7. August 1977 in Göteborg
- 1500 Meter: 3:36,96 min, 10. August 1976 in Stockholm
  - 1500 Meter (Halle): 3:42,2 min, 4. Februar 1978 in Wien
- Meile: 3:58,66 min, 30. August 1976 in London